# Pontifícia Universidade Católica de Minas Gerais

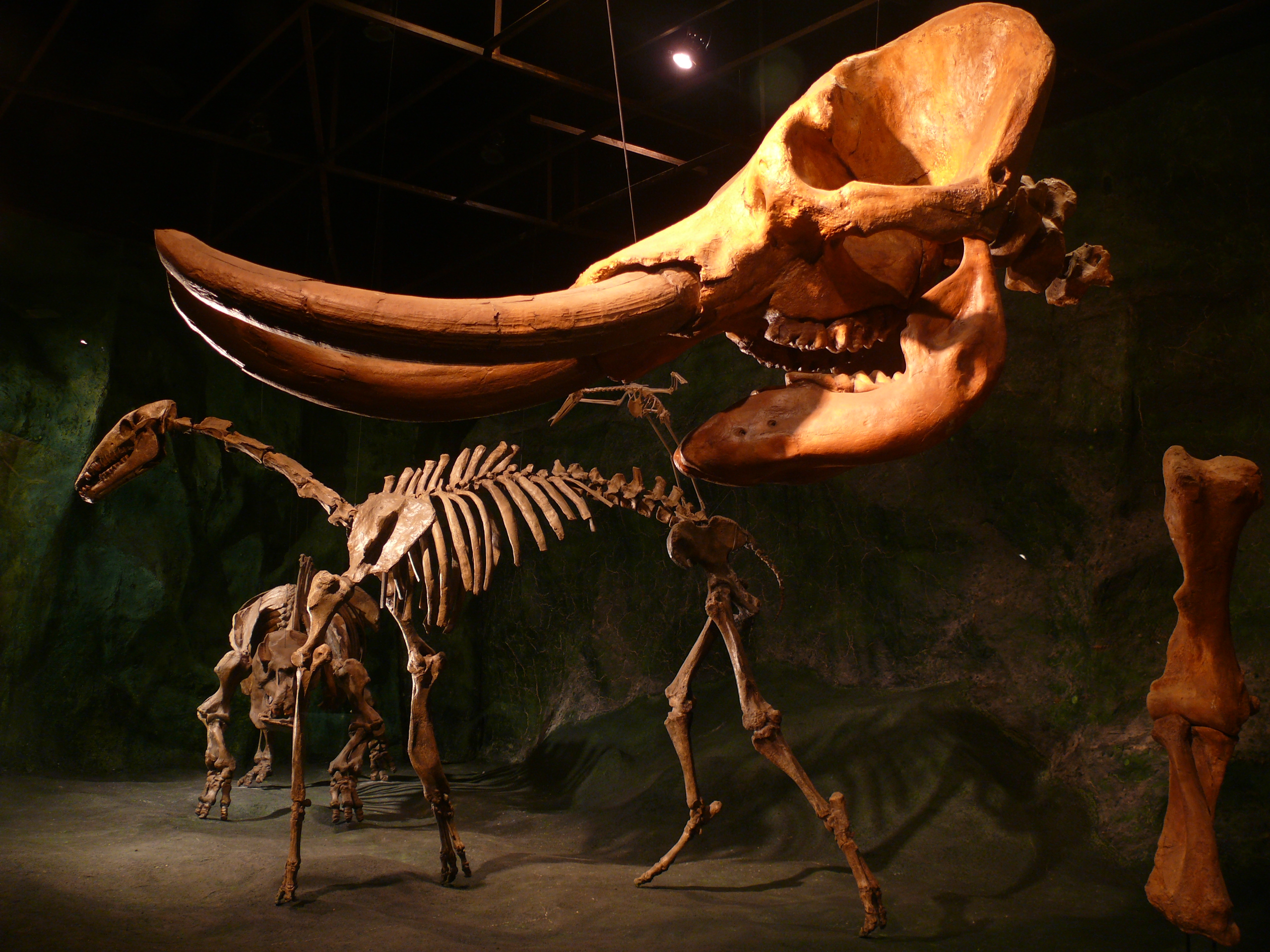
PUC-MG

Pontifícia Universidade Católica de Minas Gerais (PUC-MG) là một trung tâm giáo dục nằm ở Minas Gerais, Brazil.
Đây là một tổ chức công nghệ cung cấp một loạt các khóa học ở bang Minas Gerais, ở phía đông nam của Brazil. Với khoảng 47.434 sinh viên, 1.833 giáo sư và 500 nhân viên, tổ chức các thực hiện giảng dạy kết hợp với nghiên cứu và mở rộng cộng đoàn ở các cấp độ giáo dục trung học và cao hơn.

## Khuôn Viên trường
Bên cạnh trụ sở tại quận Coração Eucarístico, ở Belo Horizonte, PUC-MG còn sở hữu các cơ sở ở các quận Barreiro, São Gabriel và Praça da Liberdade và tại các thành phố Arcos, Betim, Contagem, Guanhães, Poços de Caldas.